# Gregorio di Elvira
Gregorio di Elvira (320 – 405) è stato un vescovo spagnolo.
Santo spagnolo, detto anche Gregorio Betico, fu vescovo di Elvira (Eliberis o Illiberis) nella Spagna Betica. Fu autore di trattati teologici, omelie e opere esegetiche. È commemorato il 24 aprile nel Martirologio Romano.

## Biografia
Sono giunte poche notizie sul conto di Gregorio, la maggior parte delle quali deriva da Girolamo; data e luogo di nascita sono ignoti.
All'epoca del concilio di Rimini (359) era da poco vescovo di Elvira, dunque almeno trentenne. In questo concilio, i vescovi furono obbligati dall'imperatore Costanzo II a sottoscrivere una formula di fede che riconciliasse le posizioni filo-ariane; Secondo Girolamo, però, Gregorio non si compromise mai con l'eresia ariana. Secondo alcuni studiosi, l'affermazione di Girolamo va interpretata nel senso che Gregorio non partecipò direttamente al concilio né si piegò a sottoscriverne la formula in seguito.
In seguito, Gregorio fu esponente di spicco dell'eresia luciferiana, sorta da sentimenti di intransigenza ortodossa all'indomani del concilio di Rimini per contrastare la politica di moderazione tenuta, per esempio, da Ilario di Poitiers nei confronti dei vescovi che avevano sottoscritto la formula filoariana.
Gregorio era ancora vivo nel 392, anno di composizione del De viris illustribus di Girolamo, in cui di lui si dice (al cap. 105): ...hodieque superesse dicitur. Visto che il suo nome non compare fra quello dei firmatari del concilio di Toledo (400), se ne può dedurre che sia morto prima. Altri elementi sembrano portare a posticipare la morte almeno dopo il 405.

## De fide
Questa è l'opera principale di Gregorio. Fu pubblicata due volte dal suo stesso autore, fatto eccezionale nella letteratura patristica, poiché la prima redazione suscitò critiche da parte cattolica, al punto che Gregorio ritenne opportuno pubblicare una seconda versione riveduta e corredata da una lunga prefazione e un breve epilogo. Il fine dell'opera è quello di mettere in guardia i fedeli dall'apparente ortodossia dell'eresia ariana.

### Contenuto
Nel primo capitolo, l'autore ammonisce i cristiani, soprattutto i meno esperti di teologia, a non lasciarsi ingannare da certe formule ariane, apparentemente innocue, come per esempio quella imposta nel 359 a Rimini, in base alla quale si negava la consustanzialità del Padre e del Figlio.
Nel secondo capitolo, Gregorio illustra il punto fondamentale della formula riminese, vale a dire il fatto che il Figlio sia soltanto simile al Padre. Pertanto, il Figlio è solo la prima e la più importante delle creature.
Gregorio, poi, nel capitolo terzo, argomenta sulla liceità di utilizzare il termine homousion, pur non essendo presente nelle Scritture.
Segue nel quarto capitolo un'obiezione da parte di Gregorio all'idea degli Ariani che ritenevano che Dio pur avendo creato le sostanze non potesse essere definito come sostanza. Gregorio, in maniera superficiale, risponde affermando che la trascendenza divina implica l'ignoranza totale in tale materia da parte degli uomini.
Il quinto capitolo prosegue il tema dell'inconoscibilità di Dio, riprendendo l'immagine tradizionale luce dal luce.
Il capitolo successivo rappresenta una specie di excursus sugli appellativi con cui Cristo è nominato nelle Scritture. Essi riferiscono, per Gregorio, i vari aspetti del mondo, ma nulla dicono circa i caratteri intrinseci della natura divina.
Terminata la digressione, Gregorio riprende, al capitolo settimo, l'argomento principale dell'opera. Così facendo, mostra, ancora di più, quanto fosse importante per lui la confutazione delle tesi ariane.
L'ultimo capitolo ha un'impostazione nettamente cristologica, con discussione di certe teofanie del vecchio testamento. Gregorio conclude, poi, la sua opera ricordando brevemente la vicenda terrena di Cristo

### La seconda redazione
Come già anticipato, Gregorio scrisse una seconda versione del De fide. Oltre ad alcune modifiche nel testo passim, la seconda redazione vede l'aggiunta di una breve conclusione e di una lunga prefazione. In più, il testo è costellato da una nutrita serie di modifiche di differente entità, tra le quali non è facile distinguere le revisioni di Gregorio dalle innovazioni della tradizione manoscritta.
Nella prefazione, Gregorio giustifica la sua scelta di rivedere l'intera opera: sed non defuit qui vel pro studio doctrinae vel pro caritatis officio ea quae a nobis dicta sunt scrupolosius retractaret, et quaedam illic vel superflua vel ambigua diceret, quae aliter possint a quibusdam quam a me dicta sunt accipi. I suoi detrattori non avrebbero accettato certe dichiarazioni, che il nostro autore passa in rassegna in vista di un definitivo chiarimento. Dopo questa spiegazione, Gregorio afferma di aver fugato ogni dubbio e di aver chiarito la sua ortodossia.
La conclusione, invece, interessa solo poche righe, nelle quali l'autore afferma, con molta chiarezza la sua fede ortodossa nelle tre persone della Trinità, accomunate da una sola sostanza e una sola divinità. Si conclude con l'adesione esplicita al credo del Concilio di Nicea: Nicaeni autem synodi tractatum omni animi nisu ex tota fide servantes, amplectimur.

### Il testo

#### La tradizione manoscritta
Per un completo inquadramento del De fide, è necessario considerare la singolare tradizione manoscritta attraverso la quale l'opera è giunta fino a noi.
I manoscritti, infatti, si dividono tra quelli che riportano la prima redazione e quelli che riportano la seconda. Ciò ha prodotto la falsa convinzione che si trattasse di due opere distinte. I manoscritti che riportano la prima redazione sono tredici e prevalentemente di origine francese. Per quanto riguarda la seconda versione del De fide, si segnalano dodici manoscritti
In entrambi i casi, per di più, i codici non associano l'opera a Gregorio: la prima redazione è giunta sotto il nome di Ambrogio; la seconda è connessa alle traduzioni in latino di Rufino dei discorsi di Gregorio Nazianzeno.
Solo nel XX secolo, grazie al lavoro di Wilmart, si recuperò l'originale paternità di Gregorio per il De fide.

#### Le edizioni a stampa
La conseguenza di queste attribuzioni ha generato, evidentemente, confusione anche nelle edizioni a stampa.
L'editio princeps della prima redazione del De fide fu pubblicata a Basilea nel 1492.
Una svolta importante si ebbe nel 1614, quando il Chifflet pubblicò il De fide tra le opere di Vigilio di Tapso. In seguito, i Maurini hanno usato lo stesso testo per la loro edizione parigina delle opere ambrosiane (1686-90).
Questi errori si ripercossero sulla Patrologia Latina, in cui si trova il De fide sotto i nomi di tre autori diversi:
- PL LXII, 449-463, 466-468: opera di Vigilio di Tapso
- PL XVII, 549-568: opera di Ambrogio
- PL XX, 31-50: opera di Febadio

Appare inutile aggiungere che una situazione del genere procurò una notevole confusione attorno non solo all'opera di Gregorio, ma anche alla sua stessa figura di vescovo e scrittore, dato che la Patrologia latina per decenni fu lo strumento principale per gli studi patristici.

## Altre opere
Fino agli inizi del XX secolo, Gregorio era associato soprattutto alla composizione di un trattato teologico sulla fede. In seguito sono state attribuite con assoluta certezza al nostro autore altre opere, di cui si dà una breve descrizione qui di seguito.

### Tractatus de libris Sanctarum Scripturarum
Si tratta di un complesso di venti omelie, che vengono tramandate nella loro interezza solo da due testimoni manoscritti. Le prime diciannove riguardano passi veterotestamentari, mentre l'ultima illustra l'azione dello Spirito Santo sulla base di Atti 2,1. Il criterio esegetico utilizzato da Gregorio è quello allegorico, soprattutto in senso tipologico, cioè ritenendo che le figure del nuovo testamento fossero prefigurate già nel vecchio testamento. Inizialmente l'opera era considerata una traduzione medievale di omelie di Origene. Sulla base di analogie formali e contenutistiche con il De fide, fu proposta dal Morin l'attribuzione a Gregorio di Elvira. Inoltre, nel terzo trattato ci sono esplicite concordanze con la traduzione latina di Rufino dell'omelia origeniana sulla genesi. Tale traduzione è datata al 403-404, periodo in cui, stando alle informazioni che si hanno, Gregorio dovrebbe essere già morto. Per cui si è ipotizzato che sia stato Rufino ad attingere spunti e riflessioni da Gregorio. Tuttavia Vona ritiene che la derivazione sia stata da Rufino a Gregorio. Ciò obbliga a spostare la data della morte del vescovo di Elvira dopo il 405.

### Tractatus de arca Noe
È un breve testo di argomento ecclesiologico che commenta i capitoli 6,13-16 e 8,10-11 del libro della Genesi: l'arca con cui Noè scampò al diluvio universale prefigura la Chiesa che sfida la tempesta del mondo. Il trattato, che era tramandato sotto il nome di Origene, solo agli inizi del secolo scorso fu attribuito a Gregorio.

### Tractatus in Cantica Canticorum
L'opera, suddivisa in cinque libri, ricavati da omelie, propone un'interpretazione, assolutamente tradizionale, ai primi capitoli (fino a 3,4) del Cantico dei Cantici, in cui si parla di due sposi, figure di Cristo e della Chiesa. La tradizione manoscritta è concorde sull'attribuzione a Gregorio. Una datazione di massima del commentario, conosciuto anche con il titolo Epithalamium, è possibile grazie a una notizia di Gerolamo nel suo commento ad Abacuc del 392. Dunque, a meno di postulare una fonte intermedia per Gerolamo, il trattato di Gregorio doveva già circolare in quegli anni.
Ad un'analisi del testo, sembra chiaro che l'Epithalamium abbia conosciuto due stesure. Una prima versione, ridotta, viene trasmessa da due Manoscritti (A, B); l'editio longior , invece, da R N U; una commistione fra le due è presente in P. Si può concludere che le due versioni abbiano avuto una trasmissione indipendente.

### Expositio de psalmo XCI
Si tratta di un breve testo esegetico di carattere allegorico, attribuito dai manoscritti a Origene. A Wilmart si deve l'attribuzione a Gregorio, nel suo lavoro del 1912.

### Fragmenta tractatus in Gen. 15, 9-11
Erroneamente attribuito ad Agostino e Origene, è senza dubbio opera esegetica di Gregorio. Il testo è tramandato nello stesso manoscritto (Leòn, A. Cat., 22) che conserva il commento sull'Arca di Noè. Si tratta di poche righe che contengono la spiegazione dell'allegoria della capra come figura degli uomini peccatori, opposta all'agnello del sacrificio pasquale.